# Joaquín Ezquerra del Bayo (1863-1942)

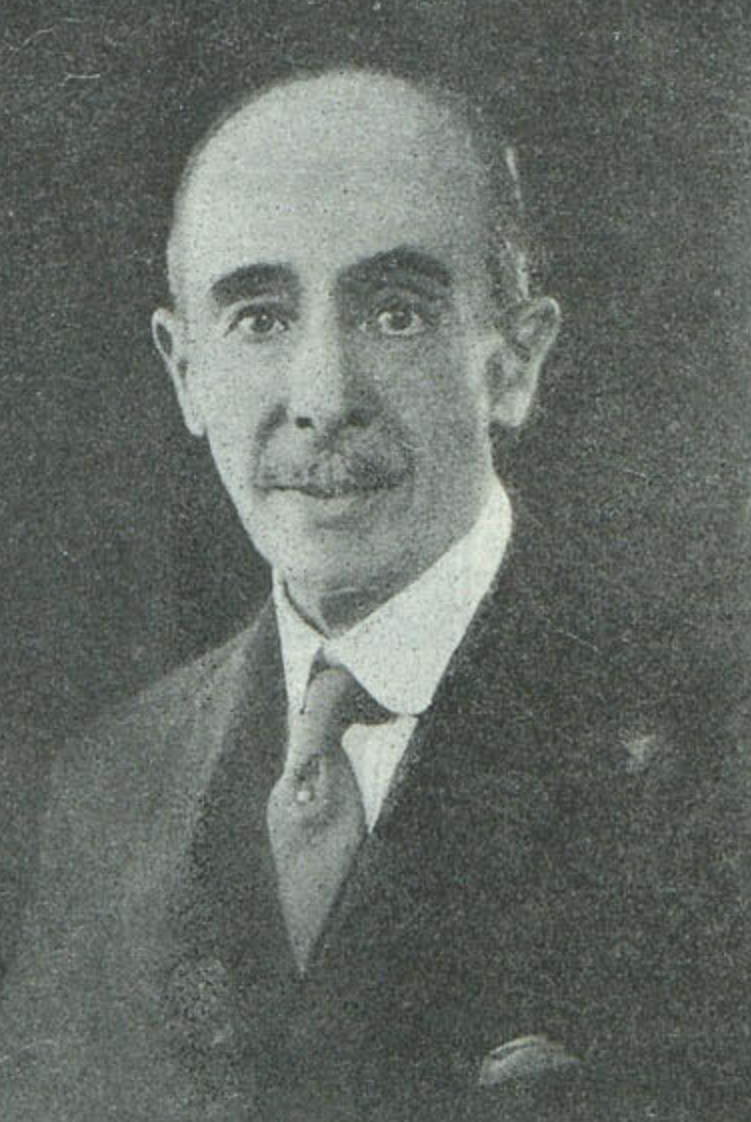
Retrato de Joaquín Ezquerra del Bayo

Joaquín Ezquerra del Bayo y García de Valladolid (Manila, 11 de diciembre de 1863-Madrid, 17 de mayo de 1942) fue un historiador del arte y museógrafo español especializado en el siglo XVIII. 

## Biografía
Nieto del geólogo e ingeniero Joaquín Ezquerra del Bayo, su formación siguió la estela científica familiar, licienciándose de farmacia por la Universidad Central de Madrid en 1884.
Miembro de la junta directiva de la Sociedad Española de Amigos del Arte, fue el director de su revista, Arte Español, donde publicó numerosos artículos. Tras comisariar con gran éxito varias exposiciones organizadas por la asociación, su gran proyecto llegó en 1918, cuando el Ministerio de Fomento encargó a la Sociedad la restauración del palacete de la Moncloa. En colaboración con el paisajista Xavier de Winthuysen, Ezquerra del Bayo dirigió las obras y el amueblamiento del palacio, que renació en su estado neoclásico original el 20 de junio de 1929.
En 1929, fue nombrado académico numerario de la Real Academia de Bellas Artes de San Fernando. Falleció el 17 de mayo de 1942 en Madrid.

## Obras
- Exposición de la miniatura-retrato en España: catálogo general ilustrado (1916).
- Exposición de el abanico en España : catálogo general ilustrado (1920).
- Catálogo de las miniaturas y pequeños retratos pertenecientes al Excmo. Sr. duque de Berwick y de Alba  (1924).
- Retratos de mujeres españolas del siglo XIX  (1924, con Luis Pérez Bueno).
- Exposición de retratos de niño en España: catálogo general ilustrado (1925).
- Casas reales de España, retratos de niños (1926, con Francisco Javier Sánchez Cantón).
- La duquesa de Alba y Goya, estudio biográfico y artístico (1928).
- El palacete de la Moncloa, su pasado y presente (1929).
- Los palacetes cortesanos del siglo XVIII (1929, discurso de ingreso en la Real Academia de Bellas Artes).
- Retratos de la familia Téllez-Girón, novenos duques de Osuna (1934).
- Recuerdos de un caballero paje de Carlos IV (1944, publicada póstumamente en el boletín de la Real Academia de la Historia).